# Azugui
Azugui (Azougui; em árabe: آزوكي; romaniz.: Azuggi) era uma cidade no noroeste da Mauritânia, situada no planalto de Adrar, a noroeste de Atar. No século XI, foi a primeira capital do Império Almorávida. Dreses identificou Azugui como uma parada essencial na rota comercial transaariana entre Marrocos e Gana ("Quem quiser ir para os países de Sila, Tacrur e Gana na terra do Sudão não pode evitar esta cidade").
O cronista Albacri (c. 1040–1094) afirma que uma fortaleza "cercada por 20 mil palmeiras" foi construída aqui por Ianu ibne Omar, um irmão dos primeiros chefes almorávidas, Iáia ibne Omar Alantuni e Abu Becre ibne Omar, e marcava a fronteira entre os domínios dos lantunas e dos judalas. Foi perto deste local, num lugar chamado Tabefarila, que os primeiros almorávidas sofreram sua primeira derrota significativa, quando os judalas esmagaram um exército almorávida baseado em Azugui e mataram seu líder Iáia ibne Omar em 1056. Azugui e o campo de batalha próximo posteriormente se tornaram um local reverenciado pelos almorávidas. Tanto Albacri quanto Alzuri, outro cronista que escreveu na década de 1150, consideravam Azugui como a capital almorávida.